# Michelle Pfeifferová
Michelle Marie Pfeifferová (nepřechýleně Pfeiffer; * 29. dubna 1958, Santa Ana, Kalifornie, USA) je americká herečka, držitelka Zlatého glóbu a Ceny BAFTA, třikrát nominovaná na Oscara. Jako nejkrásnější žena na světě se dvakrát objevila na obálce časopisu People.

## Životopis

### Osobní život
Narodila se jako druhé ze čtyř dětí Richardu a Donně Pfeifferovým. Má staršího bratra Ricka a mladší sestry Dedee a Lori, které jsou také herečky. Díky soutěžím krásy se dostala k herectví, začala se objevovat v malých rolích a kariéra se rozběhla.
Na počátku své kariéry potkala herce a režiséra Petera Hortona a ve svých 22 letech se za něj provdala. S Hortonem pak několikrát spolupracovala i v profesním životě. V roce 1988 ale začali žít odděleně a o dva roky později se rozvedli. Horton později prohlásil, že vinu na rozpadu jejich manželství mělo vliv to, že dávali přednost práci před manželstvím.
V roce 1993 šla na schůzku naslepo s televizním producentem a scenáristou Davidem E. Kelleyem a začali spolu vážný vztah, v listopadu 1993 se vzali. Společně mají dvě děti – adoptovanou dceru a biologického syna. Dítě chtěla adoptovat už před tím, než poznala Kelleyho. Jejich dcera se narodila v březnu 1993 mladé zdravotní sestře v New Yorku, která se nemohla starat o všechny své děti. Dívka se jmenuje Claudie Rose a syn, který se narodil v srpnu 1994, John Henry.
Mezi svými dvěma manželstvími měla tříletý vztah s Fisherem Stevensem. Mezi její další partnery patřili John Malkovich, Michael Keaton a Val Kilmer.

### Kariéra

#### Počátky kariéry
Začínala malými rolemi v televizních seriálech jako Delta House, nebo filmech jako A zase zamilovaná. Její první hlavní role byla v roce 1982 v absolutním propadáku Pomáda 2. Ona samotná ale za roli získala nějaké pozitivní reakce, a tak získala další role. Režisér Brian De Palma ji odmítl pozvat na casting k filmu Zjizvená tvář, ale po naléhání producenta ustoupil. Během castingu nechtěně řízla hlavního představitele filmu Al Pacina, po čemž roli ale získala. Podle kritiků byl film extrémně násilnický, ale byl komerčně úspěšný a v následujících letech se stal kultovním[zdroj?]. On sama zaznamenala pozitivní reakce filmové kritiky.

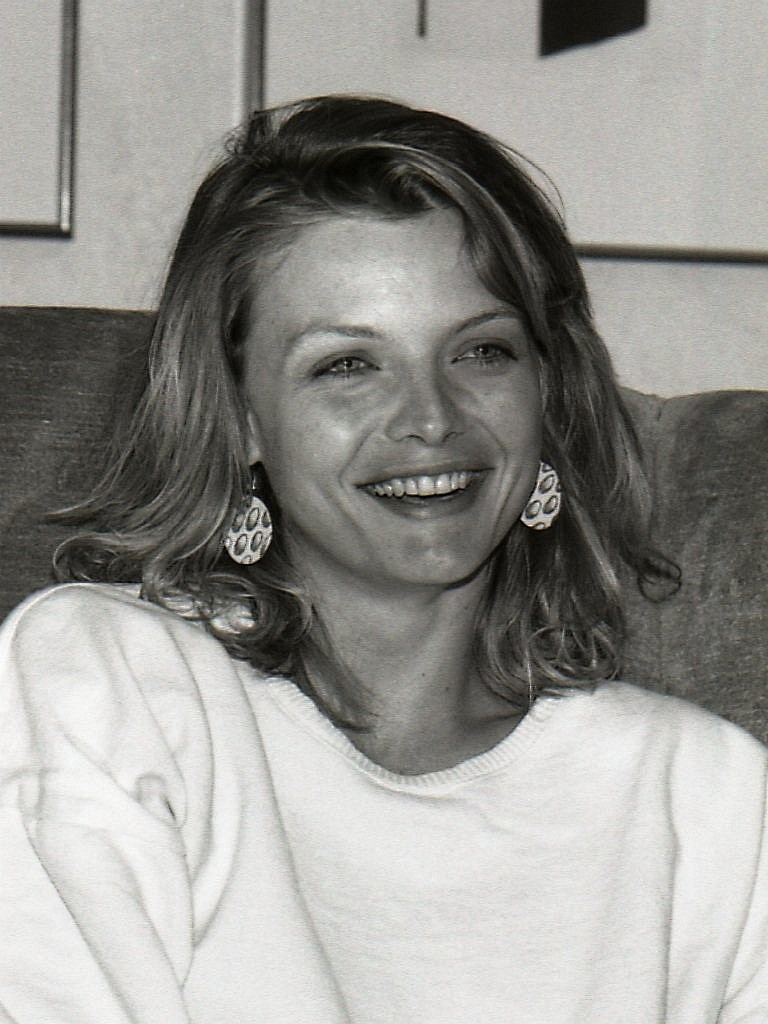
Michelle Pfeifferová v roce 1985

Po Zjizvené tváři následovala několik dalších filmů jako Jestřábí žena s Rutgerem Hauerem, Do noci s Jeffem Goldblumem nebo Sladká svoboda s Michaelem Cainem. Největší úspěch měla ale komedie Čarodějky z Eastwicku v roce 1987, kde hrála po boku Jacka Nicholsona, Cher a Susan Sarandon. Tento film ji katapultoval mezi nejvýznamnější hollywoodské herce.

#### Úspěchy u kritiky
V komedii Manželství s mafií z roku 1988 ztvárnila vdovu po gangsterovi Angelu de Marco. Kvůli této roli si oblékla kudrnatou tmavovlasou paruku a nasadila brooklynský akcent. Získala za ni první ze svých šesti nominací na Zlatý glóbus. V témže roce se objevila také spolu s Melem Gibsonem a Kurtem Russellem ve filmu Tequila Sunrise, při jehož natáčení si nesedla s režisérem Robertem Townem, který ji později označil za jednu z nejtvrdohlavějších hereček, se kterými kdy pracoval.
Na doporučení režiséra Jonathana Demmea, autora Manželství s mafií, získala roli ve filmu Nebezpečné známosti, kde si vedle Johna Malkoviche a Glenn Closeové zahrála postavu Madame Marie de Tourvel, oběť sexuálního svádění. Za tuto roli sklidila opět chválu kritiky, obdržela cenu BAFTA a nominaci na Oscara.
Poté přijala roli zpěvačky Susie Diamondové ve filmu Báječní Bakerovi hoši, kde hrála spolu s Jeffem a Beauem Bridgesovými, kteří ztvárnili titulní Bakerovy hochy. Kvůli roli se účastnila intenzivních hlasových zkoušek, aby zvládla všechny vokály své postavy. Film zaznamenal jen průměrný úspěch, ale ona sama opět zaznamenala chválu od filmové kritiky, mnoho ocenění, včetně Zlatého glóbu. Byla jasnou favoritkou také na Oscara, ale cenu překvapivě získala Jessica Tandy za roli ve filmu Řidič slečny Daisy.

#### Devadesátá léta
Devadesátá léta zahájila rolí Katyi Orlovové ve filmové adaptaci knihy Johna le Carré Ruský dům, za kterou získala další nominaci na Zlatý glóbus. Role servírky Frankie ve filmu Frankie a Johnny ji znovu svedla dohromady s jejím kolegou ze Zjizvené tváře Alem Pacinem. Casting tohoto filmu způsobil kontroverzi tím, že si mnoho lidí myslelo, že je moc hezká na to, aby hrála „obyčejnou“ servírku. Ona sama se k tomu vyjádřila, že tuto roli vzala, proto že to je něco, co by od ní nikdo neočekával. Frankie jí vynesla další nominaci na Zlatý glóbus.

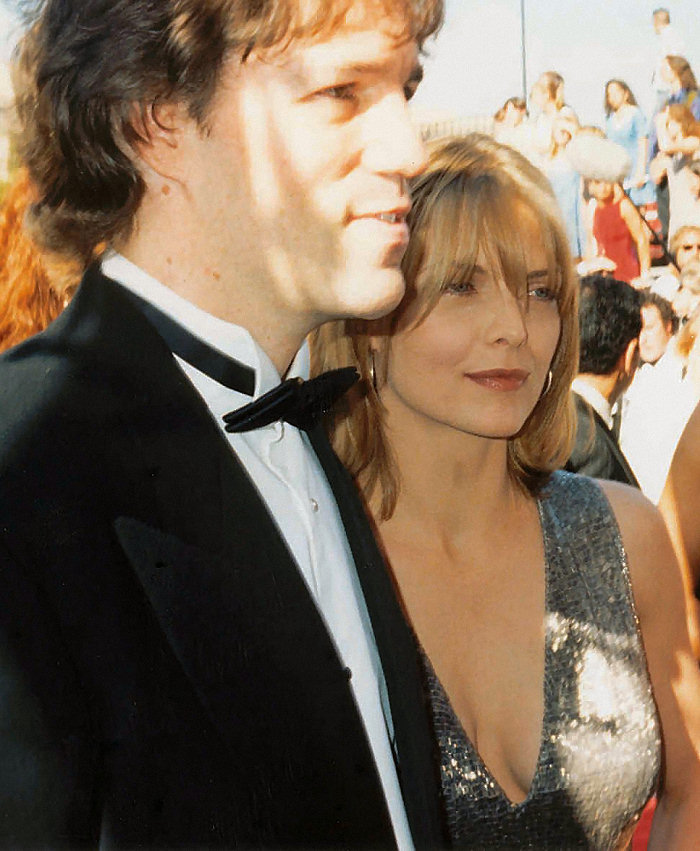
Pfeifferová při předávání cen Emmy v roce 1994 se svým manželem Davidem E. Kelleym

Třetí nominaci na Oscara a pátou na Zlatý glóbus jí vynesla Lurene Hallettová v nezávislém dramatu Pole lásky z roku 1992. Další úspěch sklidila jako zakomplexovaná sekretářka a Kočičí žena v jednom ve filmu Tima Burtona Batman se vrací, kde hrála vedle Michaela Keatona a Dannyho DeVita. V následujícím roce ztvárnila hraběnku Ellen Olenskou ve filmu Martina Scorseseho Věk nevinnosti, za kterou získala šestou nominaci na Zlatý glóbus.
Během tohoto období také odmítla několik významných rolí, např. ve filmu Thelma a Louise Ridleye Scotta, který přinesl oscarové nominace, jak Geeně Davis tak Susan Sarandon. Jodie Foster místo ní ztvárnila agentku Clarice Starlingovou v Mlčení jehňátek a získala za ni Oscara, Sharon Stone ji nahradila zase v Základním instinktu. Kdyby film Evita režíroval Oliver Stone, hrála by Evu Perónovou také Michelle Pfeifferová, ale film natočil Alan Parker, a tak byla role svěřena Madonně, která za ni získala Zlatý glóbus.
V následujících letech hrála v mnoha filmech s různým úspěchem, např. Vlk, kde se po dlouhé době objevila znovu vedle Jacka Nicholsona, Nebezpečné myšlenky, Intimní detaily s Robertem Redfordem, Ztraceni v moři s Whoopi Goldbergovou nebo Druhá šance s Brucem Willisem.

#### Po roce 2000
Její první rolí v novém tisíciletí se stala manželka Harrisona Forda v hororu Pod povrchem a film byl komerčně úspěšný. Poté přijala roli právničky Seana Penna ve filmu Jmenuji se Sam. Úspěch u kritiky jí přinesl také film Bílý oleandr v roce 2002.
Poté si dala na chvíli pauzu a věnovala se především rodině. Na plátno se vrátila v roce 2007 ve dvou letních trhácích. Jedním z nich byla filmová adaptace broadwayského muzikálu Hairspray s Johnem Travoltou a Christopherem Walkenem, druhým fantasticko-dobrodružný film Hvězdný prach.
V současné době se podílí na filmech Personal Effects a Cheri.

## Filmografie
| Rok  | Film/seriál                          | Role                           | Poznámky |
| ---- | ------------------------------------ | ------------------------------ | --- |
| 1979 | Delta House                          | The Bombshell                  | 8 epizod |
| 1979 | The Solitary Man                     | Tricia                         | |
| 1979 | CHiPs                                | Jobina                         | 1 epizoda |
| 1980 | The Hollywood Knights                | Suzie Q                        | |
| 1980 | Enos                                 | Joy                            | 1 epizoda |
| 1980 | B.A.D. Cats                          | Samantha 'Sunshine' Jensen     | 10 epizod |
| 1980 | A zase zamilovaná                    | Sue Wellington                 | |
| 1981 | Charlie Chan a kletba Dračí královny | Cordelia                       | |
| 1981 | Callie & Son                         | Sue Lynn Bordeaux              | |
| 1981 | Splendor in the Grass                | Ginny Stamper                  | |
| 1981 | The Children Nobody Wanted           | Jennifer Williams              | |
| 1982 | Pomáda 2                             | Stephanie Zinone               | |
| 1983 | Zjizvená tvář                        | Elvira Hancock                 | |
| 1985 | Do noci                              | Diana                          | |
| 1985 | Jestřábí žena                        | Isabeau d'Anjou                | |
| 1986 | Sladká svoboda                       | Faith Healy                    | |
| 1987 | Čarodějky z Eastwicku                | Sukie Ridgemont                | |
| 1987 | Amazonky na Měsíci                   | Brenda Landers                 | |
| 1987 | Great Performances                   | Natica Jackson                 | |
| 1988 | Manželství s mafií                   | Angela de Marco                | nominace na Zlatý glóbus v kategorii Nejlepší herečka v komedii nebo muzikálu                                                                                            |
| 1988 | Tequila Sunrise                      | Jo Ann Vallenari               | |
| 1988 | Nebezpečné známosti                  | madam de Tourvel               | Cena BAFTA v kategorii Nejlepší herečka ve vedlejší roli nominace na Oscara v kategorii Nejlepší herečka ve vedlejší roli                                                |
| 1989 | Báječní Bakerovi hoši                | Susie Diamond                  | Zlatý glóbus v kategorii Nejlepší herečka v dramatu nominace na Oscara v kategorii Nejlepší herečka nominace na cenu BAFTA v kategorii Nejlepší herečka ve vedlejší roli |
| 1990 | Ruský dům                            | Katya                          | nominace na Zlatý glóbus v kategorii Nejlepší herečka v dramatu |
| 1991 | Frankie a Johnny                     | Frankie                        | nominace na Zlatý glóbus v kategorii Nejlepší herečka v komedii nebo muzikálu                                                                                            |
| 1992 | Batman se vrací                      | Catwoman / Selina Kyle         | |
| 1992 | Pole lásky                           | Lurene Hallett                 | nominace na Oscara v kategorii Nejlepší herečka nominace na Zlatý glóbus v kategorii Nejlepší herečka v dramatu                                                          |
| 1993 | Věk nevinnosti                       | Ellen Olenska                  | nominace na Zlatý glóbus v kategorii Nejlepší herečka v dramatu |
| 1993 | Simpsonovi                           | Mindy Simmonsová               | 1 epizoda |
| 1994 | Vlk                                  | Laura Alden                    | |
| 1995 | Picket Fences                        | klientka                       | 1 epizoda |
| 1995 | Nebezpečné myšlenky                  | Louanne Johnson                | |
| 1996 | Intimní detaily                      | Sally 'Tally' Atwater          | |
| 1996 | Nezvaný host                         | Gillian Lewis                  | |
| 1996 | Báječný den                          | Melanie Parker                 | |
| 1997 | Prokletá farma                       | Rose Cook Lewis                | |
| 1998 | Princ egyptský                       | Tzipporah                      | dabing |
| 1999 | Ztraceni v moři                      | Beth Cappadora                 | |
| 1999 | Sen noci svatojánské                 | Titania                        | |
| 1999 | Druhá šance                          | Katie Jordan                   | |
| 2000 | Pod povrchem                         | Claire Spencer                 | |
| 2001 | Jmenuji se Sam                       | Rita Harrison Williams         | |
| 2002 | Bílý oleandr                         | Ingrid Magnussen               | |
| 2003 | Sindibád: Legenda sedmi moří         | Eris                           | dabing |
| 2007 | Nestanu se tvojí ženou               | Rosie                          | |
| 2007 | Hairspray                            | Velma Von Tussle               | |
| 2007 | Hvězdný prach                        | Lamia                          | |
| 2009 | Chéri                                | Lea                            | |
| 2009 | Vzájemná objetí                      | Linda                          | |
| 2011 | Šťastný Nový rok                     | Ingrid                         | |
| 2012 | Temné stíny                          | Elizabeth Collins Stoddard     | |
| 2012 | Lidé jako my                         | Lillian                        | |
| 2013 | Mafiánovi                            | Maggie Blake                   | |
| 2017 | Where Is Kyra?                       | Kyra                           | |
| 2017 | Vražda v Orient expresu              | Caroline Hubbard / Linda Arden | |
| 2017 | matka!                               | žena                           | |
| 2017 | Čaroděj ze země lží                  | Ruth Madoff                    | TV film |
| 2018 | Ant-Man a Wasp                       | Janet Van Dyne                 | |
| 2019 | Zloba: Královna všeho zlého          | královna Ingrid                | |
| 2020 | Po francouzsku                       | Frances Price                  | |
| 2023 | Ant-Man a Wasp: Quantumania          | Janet Van Dyne                 | |